# Voluntarios del Bicentenario
Los Voluntarios del Bicentenario es un movimiento nacional ciudadano, forma parte del Programa de Valores que viene implementando el Proyecto Especial Bicentenario. Alineados a sus seis banderas Bicentenario, los voluntarios son agentes de transformación en sus propias comunidades y representantes del ciudadano peruano del 2021. Forma parte de la Agenda de Conmemoración por los 200 años de la República del Perú.

Este programa tiene como principal objetivo formar ciudadanos voluntarios, preparados y capacitados para el desarrollo de acciones ciudadanas y la transformación de los principales retos del país. Su propósito central es la construcción de un nuevo tipo de ciudadanía de cara al 2021.
Este Cuerpo de Voluntarios, es el más grande del país, se potencia a través de la articulación con el ecosistema de voluntariado nacional conformado por las organizaciones de voluntariado corporativo, estudiantil, parroquial, entre otros. Por ello Proyecto Especial Bicentenario plantea para el 2021 una formación de 24 mil ciudadanos y, para el 2024, esta red contará con medio millón de personas sensibilizadas.

## Legado Lima 2019

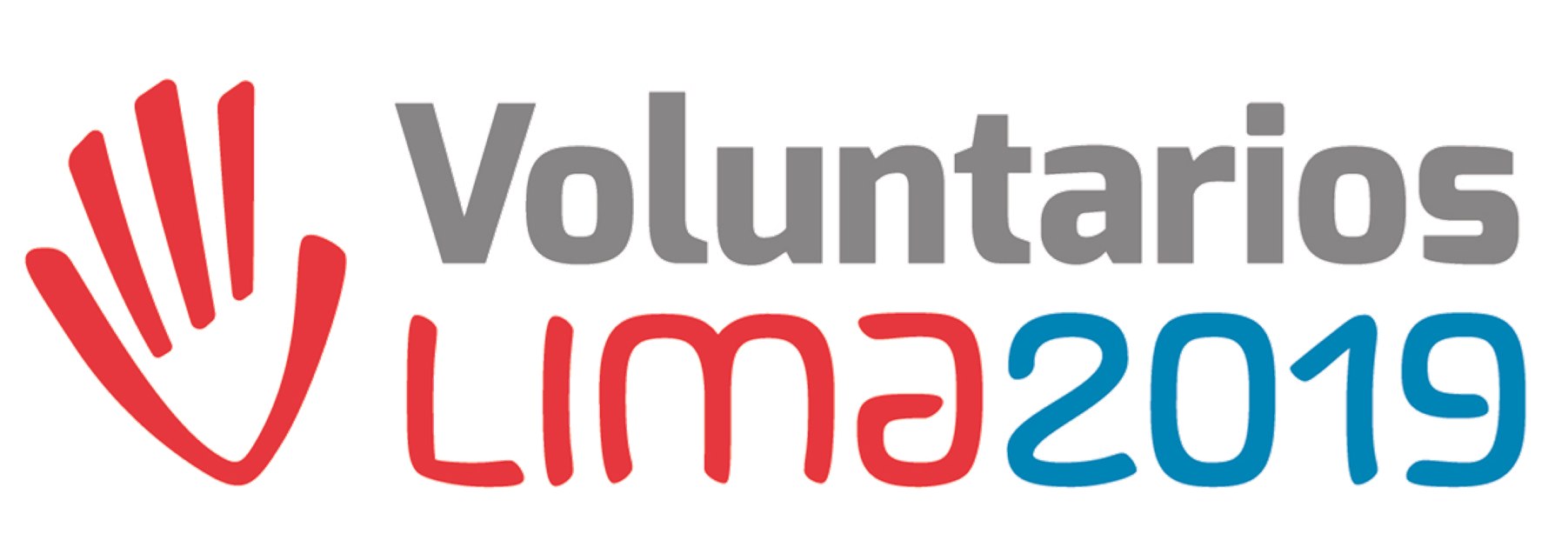
La red de voluntarios de los Juegos Panamericanos y Parapanamericanos Lima 2019 dieron soporte al Voluntariado del Bicentenario.

A inicios de septiembre de 2019, con un despliegue de baile y música en la explanada del Estadio San Marcos, se llevó a cabo la transferencia de 2,279 “Voluntarios de Lima 2019” a la red de “Voluntarios del Bicentenario, Voluntarios del Perú”. En esta presentación estuvo la exministra de Transporte y Comunicaciones, María Jara; de Educación, Flor Pablo Medina; de la Mujer y Poblaciones Vulnerables, Gloria Montenegro Figueroa y la directora ejecutiva del Proyecto Especial Bicentenario, Gabriela Perona.
En dicho evento, el entonces presidente del Consejo de Ministros, Salvador del Solar, hizo un llamado a la ciudadanía para formar parte de los Voluntarios del Bicentenario de la Independencia del Perú, destacando la experiencia que dejó en las personas que apoyaron la organización de los Juegos Panamericanos de Lima 2019. Estando presente el grupo de voluntarios en las Giras Bicentenario y en los Juegos Deportivos Escolares Nacionales.

## Patria: Festival de Voluntarios del Bicentenario
El 7 de diciembre de 2019 en el Parque Ecológico Voces por el Clima, Santiago de Surco, en el marco de las celebraciones por el Día Internacional del Voluntariado; se llevó a cabo la primera edición de Patria: Festival de Voluntarios del Bicentenario evento organizado por el Proyecto Especial Bicentenario, junto con el apoyo del Ministerio de la Mujer y Poblaciones Vulnerables, Municipalidad Metropolitana de Lima, Voluntarios de las Naciones Unidas y la Red Soy Voluntario con el fin de potenciar el voluntariado en el país.
El Festival Patria fue el primer festival de voluntarios liderado por el sector público, convocó a los representantes de las diferentes organizaciones de voluntariado a Perú. El evento inicio a las 04:00 p. m. horas y se extendió hasta pasadas de las 09:00 p. m., los asistentes fueron parte de una jornada de historias inspiradoras, talleres, gastronomía, actividades lúdicas y música en vivo. Cabe señalar la participación de representantes del Sistema Nacional de Voluntariado procedentes de 20 diferentes regiones del Perú, más de 50 organizaciones de voluntarios y más de 10 organizaciones colaboradoras tanto del sector privado como de la sociedad civil.

Este evento contó también con la presencia de la directora del Proyecto Especial Bicentenario, Gabriela Perona, Gloria Montenegro Figueroa titular del Ministerio de la Mujer y Poblaciones Vulnerables,  Lies Linares, viceministra de Gestión Ambiental y el gerente municipal de Santiago de Surco, Carlos García. La finalidad de este evento fue la reunión de más de 1000 agentes de cambio y conocer, celebrar y fortalecer el trabajo de los voluntarios del Perú. En dicho espacio la ministra de la Mujer y Poblaciones Vulnerables, Gloria Montenegro Figueroa manifestó contar 500 mil voluntarios para el año 2021.

## Convocatorias

### Juegos Deportivos Nacionales 2019
El trabajo de los "Voluntarios del Bicentenario" empezó oficialmente el 16 de septiembre con la inauguración de los XXVII Juegos Deportivos Escolares Nacionales, que se realizaron en diversas sedes de Lima hasta el 28 de septiembre de 2019. 150 voluntarios participaron en la inauguración de este evento deportivo nacional, realizada en el Complejo Deportivo Niño Héroe Manuel Bonilla.

Durante el transcurso del evento deportivo, los 150 voluntarios ayudaron en las comisiones deportivas y culturales, tal como se hizo en los Juegos Panamericanos y Parapanamericanos Lima 2019, desplegados en sedes como el Campo de Marte, Estadio Nacional, Villa Deportiva Nacional, Universidad de Lima, UPC (Chorrillos), los polideportivos Guillermo Dansey y Manuel Bonilla, y los colegios Bartolomé Herrera y La Recoleta.

### Gran Jornada de Limpieza de Playas
El 21 de septiembre de 2019 con motivo del Día Internacional de Limpieza de Playas y el Día Interamericano de la Limpieza y la Ciudadanía (Diadesol), el Ministerio del Ambiente realizó una jornada de limpieza en la playa Venecia del Distrito de Villa El Salvador, la cual convocó a representantes de la Unión Europea (UE), organizaciones de la sociedad civil, sector privado, voluntarios, recicladores y miembros del ejército. El objetivo de esta jornada fue la concientización ciudadanía sobre el impacto del inadecuado manejo de residuos sólidos en los ecosistemas marino costeros, y la importancia del consumo responsable y del desarrollo de buenas prácticas de segregación de residuos, en respuesta ante el impacto de los residuos de plástico y de los microplásticos arrojados al mar, con ello se levantó la Bandera Bicentenario por la Sostenibilidad al cuidado y manejo del medio ambiente.

La jornada de limpieza reunió a nivel nacional alrededor de 27 mil voluntarios de diferentes ciudades del país para realizar la limpieza de playas, ríos, humedales, barrios, calles y parques. Fue posible gracias al apoyo múltiples empresas privadas, contó con la presencia del embajador de Alemania, Stefan Herzberg; Diego Mellado, embajador de la UE; representantes del Proyecto Especial Bicentenario, miembros del Ejército Peruano, la ONG Ciudad Saludable, Recicladores del Perú, Voluntarios del Perú, entre otros. De manera descentralizada participaron 33 municipalidades provinciales y distritales, que promovieron 35 campañas de limpieza en 15 regiones del país.

### Semana Bicentenario
Un conjunto de actividades artísticas, culturales y científicos-sociales que se dan en una determinada región para el público general, esta apuntan a la construcción de un nuevo tipo de ciudadanía y al fortalecimiento de la identidad nacional, en las cuales se presentó una convocatoria en búsqueda de voluntarios, propios de la región; para el fortalecimiento y apoyo a la realización de las actividades. La Semana Bicentenario está compuesta por tres importantes eventos:
| Semana Bicentenario | Semana Bicentenario | Semana Bicentenario | Semana Bicentenario |
| Feria Bicentenario "El País que Imaginamos" | Cabildos 21: Festival Bicentenario de Innovación Social | Ciudades            |                     |
| --- | --- | ------------------- | ------------------- |
| Es un espacio social para el ensayo de dinámicas de convivencia y valores que promuevan la empatía, curiosidad y respeto al medio ambiente, así como bienestar individual y colectivo, con el objetivo de establecer las bases para una nueva ciudadanía al 2021. Es un centro para proveer a la ciudadanía de recursos clave y experiencias de alto impacto para el fortalecimiento de habilidades que fomenten la convivencia pacífica y una mirada común del rol del ciudadano en la construcción del país al Bicentenario. | Es un festival descentralizado dedicado al intercambio de experiencias e ideas con el objetivo de reforzar identidad, promover ciudadanía y reflexionar sobre la historia para afrontar los retos globales. El evento reúne a historiadores, científicos sociales, personalidades y líderes, así como agentes de cambio, locales y nacionales; jóvenes en edad universitaria, niños y adolescentes, así como familias para reflexionar sobre la historia camino al Bicentenario de la Independencia del Perú, así como el reconocimiento y repaso de la cultura milenaria del país. | - Arequipa - Tacna  |                     |

| Giras Bicentenario: Giras Nacionales | Giras Bicentenario: Giras Nacionales                                              | Giras Bicentenario: Giras Nacionales                                                                                  |
| Giras Bicentenario | Presentaciones 2019                                                               | Presentaciones 2020 (Suspendidas)                                                                                     |
| --- | --------------------------------------------------------------------------------- | --- |
| Las Giras Bicentenario constituyen una serie de espectáculos gratuitos que desarrollan el Ballet Folclórico Nacional del Perú, el Ballet Nacional del Perú y la Orquesta Sinfónica Nacional del Perú en diversas regiones del país, con el propósito de enriquecer la oferta cultural en el país con miras a la celebración del Bicentenario de la Independencia del Perú. Cada elenco estará en una ciudad en particular para conmemorar y celebrar al Perú en su nuevo siglo de vida republicana. | - Iquitos - Cajamarca - Lambayeque - Piura - Tumbes - Tacna - Moquegua - Arequipa | - Junín - Ayacucho - Apurimac - Cusco - Puno - Ica - Amazonas - San Martín - Huánuco - Ucayali - La Libertad - Áncash |

### Monitoreo Telefónico y Línea 101
Desde el inicio de la emergencia, miles de ciudadanos miembros del Cuerpo de Voluntarios del Bicentenario forman parte de la Red de Soporte para la Persona Adulta Mayor con Alto Riesgo y la Persona con Discapacidad Severa liderada por el Ministerio de Desarrollo e Inclusión Social, compuesta por autoridades nacionales, locales, servicios básicos y de emergencia: una red que tiene como propósito proteger la vida de las personas más vulnerables, desde el monitoreo telefónico atienden el estado de salud emocional y psicológica de las personas de la tercera edad con alto riesgo y a personas con discapacidad severa, población más vulnerable frente al COVID-19.

Para ello, el Proyecto Especial Bicentenario se sumó a la estrategia que viene implementando el gobierno y el trabajo articulado con Ministerio de Desarrollo e Inclusión Social y Ministerio de Salud donde el 27 de marzo de 2020 se inició una convocatoria de voluntarios y en 3 días (tiempo récord) se inscribieron 19 mil 241 voluntarios, quienes fueron capacitados vía en línea para la atención de esta población en riesgo.
Los ciudadanos voluntarios cuentan con el acompañamiento de voluntarios líderes quienes se encargarán de verificar el cumplimiento de sus funciones, pero también con el autocuidado de salud física y emocional al momento de realizar esta labor. Del total de voluntarios, un grupo de 200 de ellos ofrece información desde sus celulares a quienes llamen a la línea 101 en busca de información sobre el bono de 380 soles que otorga el Gobierno a familias vulnerables, en coordinación con el Ministerio del Interior y la Policía Nacional, realizaron un filtro a todos los voluntarios para garantizar que los seleccionados no tengan antecedentes policiales ni denuncias, esto con la finalidad de reducir los riesgos de estafa a la población. Este monitoreo telefónico es una iniciativa sin precedentes en el Perú, en la que más de 19 mil voluntarios bridan soporte emocional y de salud a 300 mil personas que se encuentran en presunta situación de abandono o violencia, personas adultas mayores que viven solas, o presentan dependencia parcial y total; siendo la red de cuidado más grande hecha por ciudadanos que se ha formado en el país.

Con la activación de más de 5,000 Voluntarios del Bicentenario se instaura el primer voluntariado a distancia masivo, en respuesta a una emergencia mundial.
| Red de Soporte para la Persona Adulta Mayor con alto riesgo y Persona con Discapacidad Severa - Funciones de los Voluntariado | Red de Soporte para la Persona Adulta Mayor con alto riesgo y Persona con Discapacidad Severa - Funciones de los Voluntariado |
| Monitoreo telefónico a adultos mayores y personas con discapacidad | Respuesta a la Central de llamadas a la línea 101 |
| --- | --- |
| - Proveen de información clave sobre la situación de miles de peruanos en estado de vulnerabilidad gracias al registro que realizan en el aplicativo de llamadas. - Identifican alertas asociadas a COVID-19 para que sean atendidas con prioridad por las organizaciones de gobierno local y nacional que forman parte de esta red de soporte liderada por el MIDIS. - Identifican, acompañan y atienden a través de la red de soporte del MIDIS otras situaciones de vulnerabilidad de personas con las que se ha comunicado y registrado en el aplicativo de llamadas. | - Proveen de información clave sobre el subsidio de 380 soles a miles de peruanos en estado de vulnerabilidad a través de la atención y respuesta efectiva a las llamadas. - Identifican, acompañan y atienden situaciones complejas que deben ser consideradas como parte de la respuesta integral que busca dar el Estado ante el estado de emergencia. - Evitan que miles de ciudadanos se expongan innecesariamente a situaciones de contagio en busca de información, al resolver asertivamente sus preguntas vía telefónica. |

#### Respuesta ante la Emergencia
La convocatoria, formación y despliegue del Cuerpo de Voluntarios del Bicentenario en el marco de la pandemia COVID-19 es parte del viraje en las acciones realizadas por el Proyecto Especial Bicentenario ante la situación de emergencia y de la estrategia articulada que viene implementando el Ejecutivo. El equipo de coordinación de los Voluntarios del Bicentenario se caracteriza por su versatilidad y multidisciplinariedad. Algunos de los profesionales que lo componen son Voluntarios de las Naciones Unidas con experiencia y asesoría técnica en emergencias, educación digital y nuevas tecnologías e implementación de voluntariado para grandes eventos como lo fueron los Juegos Panamericanos y Parapanamericanos Lima 2019.
- En mayo 5,810 voluntarios realizan monitoreo telefónico a adultos mayores y personas con discapacidad severa y más de 200 voluntarios en la atención a llamadas de la línea 101. Durante dicho mes se realizaron llamadas para contactar a un total de 138,858 beneficiarios, logrando contacto efectivo con 90,631 de ellos. Los voluntarios cuentan con una red de soporte emocional interna para así iniciar el servicio de monitoreo telefónico, liderada por el Ministerio de Desarrollo e Inclusión Social.
- Del 30 de marzo al 25 de mayo, los Voluntarios del Bicentenario llegaron a atender más de 75,000 llamadas. Durante los días de mayor consulta, los voluntarios llegaron a atender más de 3,000 llamadas diarias.
- Son 5,810 voluntarios los que han realizado 426,518 llamadas en un total de 53 días, para acompañar y monitorear el estado de salud de adultos mayores de alto riesgo y personas con discapacidad.[2]
- Se solicitó inicialmente un máximo de doce días de participación, más del 70 % de voluntarios decide renovar el compromiso de seguir participando ante la extensión de la cuarentena, al igual que más del 90 % de los líderes que continúan en sus roles.
- La capacitación a distancia y de manera continua a los 5,810 ciudadanos en una realidad marcada por la emergencia nacional, fue uno de los retos más grandes, donde se requirió acciones inmediatas para la formación orientadas a las temáticas de COVID-19 y los distintos subsidios para ayudar a la mayor cantidad de beneficiarios en situación de vulnerabilidad.[2]

#### Reconocimientos
- El 26 de junio de 2020 a fin de reconocer el rol de los Voluntarios del Bicentenario durante la pandemia, el entonces presidente del Consejo de Ministros, Vicente Zeballos, mediante un encuentro virtual diálogo con sus integrantes y agradeció por su contribución a esta movilización ciudadana frente a la emergencia sanitaria generada por el COVID-19.[20]
- Gabriela Perona destacó la capacidad de solidaridad de los Voluntarios del Bicentenario y su labor de acompañamiento a sectores vulnerables durante la emergencia sanitaria del Perú, adicionalmente respaldó el compromiso del Proyecto Especial Bicentenario en la gesta de una nueva ciudadanía plena en valores.[21]
- El 14 de julio de 2020, la directora ejecutiva del Proyecto Especial Bicentenario, Gabriela Perona Zevallos, participó en la reunión técnica mundial "Reimaginando el Voluntariado para la Agenda 2030", organizado por el programa de Voluntarios de las Naciones Unidas. Durante la cita, que tuvo una audiencia en vivo de aproximadamente dos mil personas de todo el mundo, participaron representantes de los Estados miembro de las Naciones Unidas, entidades de las Naciones Unidas, organizaciones intergubernamentales, organizaciones de la sociedad civil y de voluntariado, entre otras; Donde destacó la capacidad de solidaridad de los Voluntarios del Bicentenario y su labor de acompañamiento a sectores vulnerables durante la emergencia sanitaria del Perú, adicionalmente respaldó el compromiso del Proyecto Especial Bicentenario en la gesta de una nueva ciudadanía plena en valores.[21]
- El 23 de octubre del 2020 el Proyecto Especial Bicentenario obtuvo la certificación de Buenas Prácticas en Gestión Pública 2020 bajo la categoría de Inclusión Social, gracias a las acciones implementadas por los Voluntarios del Bicentenario en el marco de la emergencia sanitaria provocada por el COVID-19 en el Perú.[22]